# Diogo Oliveira
Diogo Oliveira (Bauru, 8 de agosto de 1982) é um ator brasileiro. De ascendência indígena, ficou conhecido por interpretar personagens indígenas em telenovelas como A Escrava Isaura, Bicho do Mato, Velho Chico e Novo Mundo.

## Carreira
Em 2005 iniciou a carreira na televisão fazendo uma participação especial na telenovela A Escrava Isaura, na RecordTV, interpretando o índio Ariski, que ajudava na fuga de escravos. Em 2006 mudou-se para o Rio de Janeiro ao passar nos testes para Bicho do Mato, onde interpretou o índio Yopanã, um dos melhores amigos do protagonista e que lutava pela preservação das terras protegidas no Pantanal contra os extrativistas de diamantes. Em 2008 integrou o elenco de Os Mutantes, interpretando Formigão, um dos mutantes criados em cativeiro com genes de formigas e que vivia no centro da Terra. Em 2010 deu vida ao índio Apoena em Araguaia, na Rede Globo, passando nos testes para o papel exatamente pelo fato de já ter experiência interpretando indígenas anteriormente. Logo após realizou participações em Insensato Coração, 220 Volts e As Brasileiras, além de Rei Davi, onde interpretou Zug, um escrevo que ajuda Davi na conquista contra os Amalequitas. Em 2013 interpretou o galanteador Tadeu em Pecado Mortal. Em 2016 fez uma participação em Velho Chico interpretando o índio Popiá em uma das cenas que contava a lenda do mesmo no Rio São Francisco. Em 2017 interpretou seu quinto índio na televisão, o guerreiro Guayi em Novo Mundo.

## Filmografia

### Televisão
| Ano  | Título            | Personagem         | Notas                                   |
| ---- | ----------------- | ------------------ | --------------------------------------- |
| 2005 | A Escrava Isaura  | Ariski             | Episódios: "14–24 de fevereiro"         |
| 2006 | Bicho do Mato     | Yopanã Guaporá     |                                         |
| 2008 | Os Mutantes       | Formigão           | Episódios: "11 de julho–15 de setembro" |
| 2010 | Araguaia          | Apoena Karuê       | Episódio: "27–28 de setembro"           |
| 2011 | Insensato Coração | Garoto de programa | Episódio: "15 de julho"                 |
| 2012 | Rei Davi          | Zug                |                                         |
| 2012 | 220 Volts         | Rafael             | Episódio: "Sexo"                        |
| 2012 | As Brasileiras    | Jeferson           | Episódio: "A Indomável do Ceará"        |
| 2013 | Pecado Mortal     | Tadeu Pedroso      |                                         |
| 2014 | Milagres de Jesus | Emanuel            | Episódio: "Milagres à Beira do Mar"     |
| 2016 | Velho Chico       | Popiá              | Episódios: "15–17 de março"             |
| 2017 | Novo Mundo        | Guayi              |                                         |

### Cinema
| Ano  | Título                                 | Personagem | Notas          |
| ---- | -------------------------------------- | ---------- | -------------- |
| 2008 | Inconsciente                           | Daniel     | Curta-metragem |
| 2010 | O Futebol, um filme de Kleber Mazziero | Doca       | Longa-metragem |
| 2015 | A Cura                                 | Hélio      | Curta-metragem |

### Web
| Ano  | Título    | Personagem       | Notas                         |
| ---- | --------- | ---------------- | ----------------------------- |
| 2016 | Canal PPK | Homem dos sonhos | Episódio: "Dia dos Namorados" |

## Teatro
| Ano     | Título                                 | Personagem         |
| ------- | -------------------------------------- | ------------------ |
| 1999–00 | No Mundo de Romeu e Julieta            | Lúcio              |
| 2001    | Contatos Além da Vida                  | Caio               |
| 2002    | Casa Fechada                           | Pescador           |
| 2002    | Seis Personagens a Procura de um Autor | Filho              |
| 2003    | Pocahontas, de Kleber Mazziero         | Kocoum             |
| 2003    | Adorável Ricardo III                   | Robert Brackenbury |
| 2003    | Meu Namorado                           | Dionísio           |
| 2004    | O Futebol: O Musical                   | Doca               |
| 2005    | A Menininha que Queria Ver o Sol       | Roberto            |
| 2007    | Jó                                     | Jó                 |
| 2008    | João e Maria                           | João               |
| 2016–17 | Universo Íntimo                        | Saulo              |